# أديغان (كاهشنغ)
أديغان (بالفارسية: ادیگان) هي مستوطنة تقع في إيران في قسم كاهشنغ الريفي.